# Linalool
A linalool vagy linalol egy természetes terpénalkohol, amely többek között a levendulaolajban és a muskotályzsálya-olajban fordul elő. Egyéb nevei β-linalool, linalil-alkohol, linaloil-oxid, p-linalool, allo-ocimenol és 3,7-dimetilokta-1,6-dién-3-ol.
Potenciális bőrirritáló és allergén, egy 2004-es, a Cell Proliferation című folyóiratban is megjelent cikk szerint sejtmérgező hatása lehet endotél és fibroblaszt sejtekre 0,25 térfogatszázalékos koncentrációban. Egy 2005-ös tanulmány szerint a linalil-acetát (a linalool acetát észtere) habár in vitro kísérletekben toxikusnak bizonyult az emberi bőr sejtjeire, dermatitiszt igen ritkán okoz. Egyelőre kérdéses, hogy az in vitro megfigyelt toxicitás mennyiben releváns a levendulaolaj bőrgyógyászati alkalmazásában.

## Előfordulása a természetben
Több, mint 200 növényfaj termel linaloolt, főleg a Lamiaceae (mentafélék, illatos fűszernövények), a Lauraceae (babér-, fahéj- és rózsafafélék), illetve a Rutaceae növénynemzetség tagjai, vagyis a citrusfélék, valamint a nyírfafélék, illetve néhány gombafaj is.

## Gyógyhatás
Egereken végzett kísérletek szerint a nanorészecskék formájában alkalmazott linalol 80%-kal csökkentette a rákos daganatok méretét.

## Fordítás
Ez a szócikk részben vagy egészben  a   Linalool című angol Wikipédia-szócikk ezen változatának fordításán alapul.  Az eredeti cikk szerkesztőit annak laptörténete sorolja fel. Ez a jelzés csupán a megfogalmazás eredetét és a szerzői jogokat jelzi, nem szolgál a cikkben szereplő információk forrásmegjelöléseként.